# 倉賀野尚行
倉賀野 尚行（くらがの なおゆき）は、戦国時代の武将。山内上杉家（後に長尾上杉氏）の家臣。上野国倉賀野城主。

## 略歴
倉賀野氏は武蔵児玉氏の末裔のうち秩父重綱の婿養子となった者の子孫であるという。
倉賀野為広の子として誕生。上杉憲政に仕え、憲政が没落した後は長尾景虎（上杉謙信）に仕えた。永禄3年（1560年）、景虎の関東出兵に従い、永禄4年（1561年）には小田原城攻めに参加した（小田原城の戦い）。
その後も上杉方として北条氏康、武田信玄の侵攻をよく防いだが、重臣・金井秀景が翻ったことや上野の大将格であった長野業正の病死という悪条件などもあって次第に追いつめられ、永禄8年（1565年）6月（永禄7年6月とも）、信玄の攻撃を受けて倉賀野城は落城し、尚行は越後国の謙信の下へ走った。謙信の6月27日付けの書状の中には「（尚行が）若輩故、油断を以て地利を兇徒に奪はれ候」という落城の要因を綴った一文がみられる（『新編 高崎市史 資料編4』）。
天正2年（1574年）3月、尚行は倉賀野城奪還を目論んで東上野に潜伏し、膳城で謙信の使者である一瀬某と会うなどの工作活動を行っていたが、この企ては成功せず、この後、尚行は越後を本拠とし、名を長左衛門統基と改めて直江兼続に仕えた。直江家断絶後には出羽国庄内藩主・酒井忠勝に仕え、次いで米沢藩の上杉定勝に帰参したという。
関東管領上杉家が没落し、山内上杉家が長尾上杉、米沢上杉と変遷していく中でも各家に仕えた家臣となる。